# Козли 2
Козли (біл. Казлы) — село в складі Борисовського району Мінської області, Білорусь. Село підпорядковане Пригородній сільській раді, розташоване в північно-східній частині області.